# Per Darnell
Per Darnell född 16 januari 1955, bland annat ordförande i Djurgårdens IF Dam.
1987 valdes Darnell in som ledamot i Djurgårdens IF:s (DIF) Huvudstyrelse, där han aktivt deltog i rekonstruktionsarbetet. Detta ledde till att DIF ombildades till en alliansförening 1991. Han invaldes även som ledamot i Djurgårdens IF Alliansstyrelsen, där han var ordförande mellan 2001 och 2009. Darnell var ordförande i Djurgårdens damfotbollslag mellan 2002 och 2011. I mars 2009 valdes han till ordförande i Djurgårdens herrfotbollslags styrelse. I november 2009 ersattes han av Tommy Jacobson vid ett extra årsmöte.  Från 2009 blev han ordförande i DIF Alliansföreningens valberedning. Han har sedan 2007 varit ledamot i Sällskapet Gamla Djurgårdare.
2012 blev Darnell vald till ordförande i Elitfotboll Dam, EFD. Samma år blev han också invald som ledamot i Svenska Fotbollförbundets styrelse.
Darnell utexaminerades 1975 som civilingenjör inom Industriell Ekonomi på KTH i Stockholm och har sedan dess bland annat varit VD för internationalen .SE mellan åren 1998 och 2001. Efter det blev han Nordenchef för .NU domänen. 
2010 utnämndes Darnell till President och CEO för The IUSN Foundation, www.iusn.org, en amerikansk stiftelse som ansvarar för toppdomänen .NU.